# 思考と言語
『思考と言語』（しこうとげんご、原題: Мышление и речь）は、1934年にソビエト連邦で出版されたレフ・ヴィゴツキーの主著。

## 概要
全7章。第1章と第7章とは著者の死の直前に書かれた。ソビエトの発達心理学の発端をつくった書であるとともに、20世紀全般の実験心理学の基礎を形成した書でもある。1962年になって米国および日本で訳書が出版された。
思想が詳細な言語表現へ移行していく過程（表現の形成）および詳細な言語表現が思想へと移行していく過程（表現の解釈）を科学的心理学の立場から解明した 。

## 第2章の問題
1930年、ヴィゴツキーと彼の弟子たちによる自己中心的な言語問題についての実験研究に関する短い発表が雑誌『心理学レビュー』に掲載される。これを当時のピアジェは気にとめていなかったことが後に判明する。
1932年、ヴィゴツキーは、ピアジェの『子どもの言語と思考』のロシア語版への序文を書き、自己中心性、の概念その他についてピアジェの当時の学説を批判的に検討した。これが『思考と言語』の第2章となった。正確には批判の主な対象となったのは、ピアジェの初期の著作である『子どもの言語と思考』と『子どもの判断と推理』の2冊である。
1962年、ヴィゴツキーの『思考と言語』の英訳の附録として、ヴィゴツキーの批判に対して、ピアジェ自身の「意見（コメント）」が出された。この中で、ヴィゴツキーの見解を点検して自己中心性、および自己中心的言語の意義の展開の可能性を示している。

## 構成・内容
第1章「研究問題と方法」
本書における序論であるとともに、本書の基本的立場と著者が考えているところのものの要約を含んでいる。
第2章「ピアジェの心理学における子どもの言語と思考の問題」
ヴィゴツキーは、ピアジェの当時の学説の中核の一つであった「自己中心性」の概念をきびしく批判している。ピアジェ自身、実際、のちにはこの概念をかなり改めてきており、かれのその後の研究には、そのことが明瞭に反映している。それとともに、ヴィゴツキーの展開した理論は、ソビエトのその後の多くの心理学研究の基本的源泉となった。子どもの言語的思考の発達段階の分析、内言の研究、人間の行動調整における言語の役割の研究などは、後続の研究を生んだ。
第3章「シュテルンの心理学における言語発達の問題」
シュテルンの「児童の精神発達」および「子どもの言語」の研究も、ピアジェの学説とともに、長いあいだ世界の児童心理学界を支配した。ヴィゴツキーは、ここでシュテルンの観念論的学説を批判するが、それは単なる理論的批判ではなく、かれ自身の観察や実験に基礎をおいている。
第4章「思考と言語の発生的根源」
ヴィゴツキーは、ここで思考と言語の統一という観点に基本的には立ちながら、それぞれの異なる生物学的発生的根源を研究しようとする。ヴィゴツキーは、思考と言語の統一は、一定の発達の結果としてのみあらわれるものであり、またそれこそが人間の知的活動を特徴づけるものだと主張している。
第5章「概念の発達の実験的研究」
本章の基礎となる資料は、1928年に死んだエリ・エス・サハロフとの共同執筆によるもの。かれらの実験方法ヴィゴツキー＝サハロフ・テストは、その後、知的障害児の研究や統合失調症患者の研究などに広く適用された。その方法やそこで得られた結果は、英語でも紹介され、イギリスやアメリカの心理学者や精神病学者のあいだにも広く知れわたるようになった。この実験の優れた点は、それにより被験者における一般化の形成の動態をあとづけることができ、それによって貴重な診断資料が得られることにある。だが、その短所は、ヴィゴツキー自身も指摘しているように、この方法の人為性にあり、子どもの現実の実践からかけ離れていることにある。なお、このことについては、次章のなかでも、子どもの「生活的」概念と「科学的」概念の発達を分析するなかで述べられている。
第6章「子どもにおける科学的概念の発達の研究」
本章にくわしく展開されている科学的概念と生活的概念との比較研究、両者の発達の相互関係にかんする理論は、ヴィゴツキーの独創的な見解である。ヴィゴツキーは、心理学者の実験的研究、本書の第5章でかれ自身がおこなってきたような研究の限界を自覚し、子どもが実際生活のなかで、あるいは学校教育のなかで獲得する実際的概念の発達の研究に真剣に取り組んだ。かれの研究は、学校教育の問題に深い関連をもつことになった。
(1)概念の発達やそれと結びついた思考形式の発達は、知識の体系の習得の過程でおこなわれる。
(2)科学的概念と生活的概念あるいは自然発生的概念との深い相互関係。ヴィゴツキーは、ここでは両者が、外国語と母語、書きコトバと話しコトバの例でもみられるように、ある意味で反対方向に発達するものであること、これら両者はふつうに考えられているように同じ様な発達路線を歩むものではなく、またそれだからこそ相互に作用しあう緊密な相互関係が両者のあいだに生ずるのであるということ、そしてその相互関係は、より一般的には「発達の最近接領域の法則」として定式化されるものであるということを明らかにした。この法則は、同時に、教育と発達との相互関係にかんするヴィゴツキーの思想の中心概念となるものであった。
(3)概念構造の解明。概念相互の関係は、それぞれの概念が実在の一般化である限り、その「一般性の関係」を基本とする。この関係は、概念の「緯度・経度」によっても示される。このような概念相互の関係は、論理学の中心的問題であると同時に、心理学の問題ともならねばならない。ヴィゴツキーが取り組んだのは、概念相互の発生論的―心理学的関係の研究であった。そこで、第5章で明らかにされた概念発達の諸段階（混合、複合、前概念、概念という一般化の構造の水準）との関連において、この概念相互の一般性の関係を追求することが、本章の中心的課題の一つとなっている。ヴィゴツキーは、一般性の関係と一般化の構造とな直接的には一致しないが、相互に複雑な関係をもち、一般化の各段階（すなわち、概念発達の各段階）は、それぞれに独自の一般性の体系をもつということ、そして、ここに子どもの概念における一般的なものと特殊的なものとの発生論的―心理学的関係を研究する鍵があると述べている。この「概念発達における自己運動」の研究は、ヴィゴツキーのきわめて独自な研究であり、大きな意義をもつ。それは、ヴィゴツキー自身が認めているように、まだ「一般的にすぎる」研究にとどまり、十分完成されてはいないが、各教科によって異なる概念体系のこの運動法則を明らかにすることは、われわれが今日、教科教育あるいは学習心理学の領域で当面しているもっとも重要な課題であり、われわれがそれを受けつぐべき大切な教育学的・心理学的課題といえよう。
第7章「思想とコトバ」
思考活動におけるコトバの意味の機能的役割の解明が、本章の中心的課題である。ヴィゴツキーは言語学や芸術心理学に早くから関心をもっていたが、それらの資料がここでの研究の基礎になっている。本章でもっとも重要な意味をもつのは、内言の構造とその発生ならびにその思考過程における意義にかんする研究であろう。思考と言語との相互関係を解明するうえで内言の研究が重要な意味をもつことは、指摘するまでもない。ソビエト心理学における内言の体系的研究の先鞭をつけたのはヴィゴツキーであり、これはかれの心理学研究におけるもっとも大きな貢献の一つとされている。

附録1「学令期における子どもの知能の発達と教育の問題」
附録2「就学前期の教育と発達」
附録3「統合失調症における概念の破壊」

## 結語
- 「私は、私が言おうとしていたコトバを忘れてしまった。すると、具体化されなかった思想は、陰の世界に帰っていってしまう。[注釈 2]」

- 「意識は、太陽が水の小さな一滴にも反映されるように、コトバのなかで自己を表現する。コトバは、小世界が大世界に、生きた細胞が生体に、原子が宇宙に関係するのと同じしかたで、意識に関係する。コトバは、意識の小世界である。意味づけられたコトバは、人間の意識の小宇宙である。」

## 書誌情報
- レフ・ヴィゴツキー著
  - 『思考と言語』柴田義松訳、明治図書、1962年、上:ISBN 4181017621、下：ISBN 4181018466
  - 『思考と言語』新訳版、柴田義松訳、新読書社、2001年、ISBN 9784788041103

## 心理学の関連項目
- 一般化の発達
- 矛盾の自覚
- 概念
- 概念形成
- 概念等価物の法則
- 概念の緯度と経度
- 科学的概念
- 生活的（自然発生的）概念
- 思考＝概念運動における一般と特殊
- 前概念
- 擬概念
- ことば
- 自己中心的ことば
- 書きことば
- 書きことばの習得
- 書きことばと内言の関係
- 内言
- 内言の意味論
- 単位
- 思考
- 自閉的思考（自閉性）
- 言語的思考
- 実際的思考
- 抽象的思考（抽象すること）
- 複合的思考
- 複合
- 表象
- 思想
- 意味（語義）
- ポドテキスト
- 混同心性
- 自覚
- 類似と相違の自覚
- 知覚
- 感情と思想との関係
- 理解と伝達の可能性
- 質問期
- 過渡的年齢（思春期）
- 模倣
- 欲求
- 教授
- 形式陶冶
- 学校教育の特質と課題
- 分析
- 外国語の習得と母語の発達
- 人間の発達
- 発達の最近接領域